# Церковь Святой Троицы (Видзы)
Церковь Святой Троицы (бел. Касцёл Найсвяцейшай Тройцы) — католический храм в городском посёлке Видзы, Витебская область, Беларусь. Относится к Видзскому деканату Витебского диоцеза. Памятник архитектуры в стиле неоготики. Строился в 1909—1914 годах. Включён в Государственный список историко-культурных ценностей Республики Беларусь (код 213Г000180).
Исторически известен под именем «Троицкий». Под этим именем он упоминается в Государственном списке ценностей и ряде других источников. Однако в связи с тем, что в настоящее время в храме поводит службы приход Рождества Пресвятой Богородицы, в ряде источников храм также упоминается под именем «храм Рождества Пресвятой Девы Марии»

## История
Первый католический храм в Видзах был построен в 1481 году прибывшими из Вильны монахами-бернардинцами. В середине XVIII века в местечке был основаны костёл и школа иезуитов, однако после присоединения к Российской империи они были разграблены и окончательно разобраны в 1867 году.
Новый католический храм из красного кирпича в неоготическом стиле по проекту архитектора Вацлава Михневича строился с 1909 по 1914 год. В ходе Первой мировой войны был серьёзно повреждён, в 20-е годы восстановлен. В память о событиях Первой мировой в стены храма были вмурованы снаряды. Повреждения зданию были нанесены и в ходе Второй мировой войны. После неё в храме был организован склад, зернохранилище, позднее — спортзал. В 1989 году храм передали верующим, после чего началась длительная реставрация здания, продолжающаяся по сей день.

## Архитектура

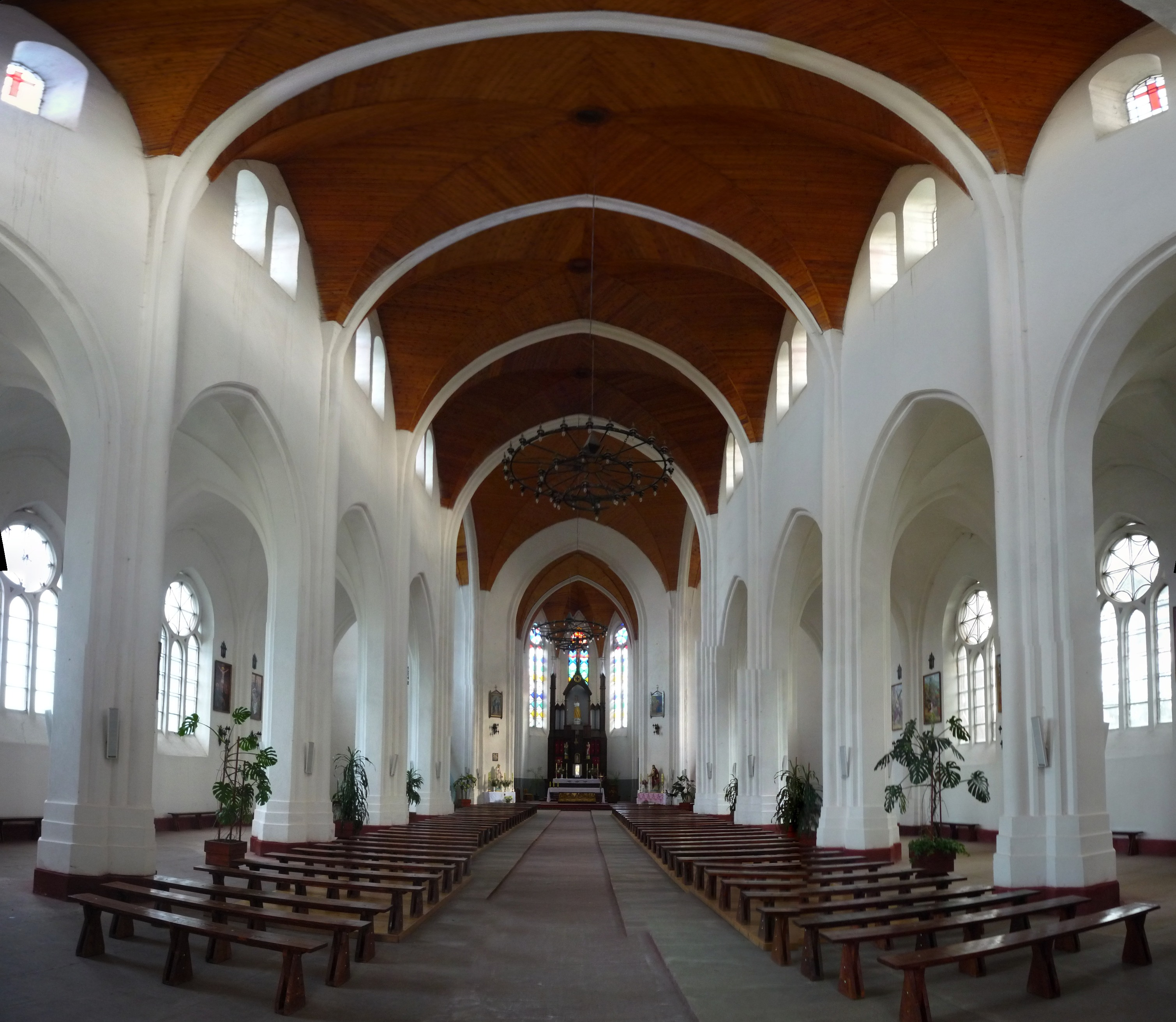
Современный интерьер

Церковь Святой Троицы — трёхнефная двухбашенная базилика с трансептом, двумя боковыми ризницами и гранёной апсидой. Две многоярусные ступенчатые башни завершены острыми восьмигранными шатрами. Высота башен — 59 метров, что делает костёл в Видзах одним из самых высоких католических храмов Белоруссии. Между башнями находится треугольный фронтон, с зубчатым завершением и окном-розой.
Трансепт храма имеет одинаковую высоту с центральным нефом, который завершается алтарной частью с гранёной апсидой, и более низкими боковыми ризницами.
Первоначальный интерьер храма и орган не сохранились.